# Krila kukaca
Krila kukaca su organi za letenje koji se nalaze s gornje strane srednjeg i stražnjeg prsnog kolutića. Svi kukci imaju dva para krila i po krilima se razlikuju od svih drugih beskralješnjaka.

## Evolucija
Krila kukaca nastala su od leđnih izdanaka koji su služili kao padobrani pri skakanju ili padanju s drveća. Razvitkom mišića padobrani su postali pokretni i razvili su se u krila. Nastajanje krila od leđnih izdanaka posredno se vidi se pri preobrazbi kukaca s nepotpunom preobrazbom (npr. skakavci i vretenca) kojima postupno rastu krila.

## Vrste krila
Kod vretenaca su oba para krila jednake opnaste strukture i pokreću se neovisno, kod većine drugih kukaca prednja i stražnja krila se pokreću skupa. Kod mrežokrilaca su krila isprekrižena rebrima, kod opnokrilaca i leptira su stražnja krila manja od prednjih, kod dvokrilaca su stražnja krila smanjena u neznatne maljice, kod ravnokrilaca su stražnja krila veća od prednjih, kod kornjaša su prednja krila hitinizirana u zaštitno tvrdo pokrilje ispod kojega je presložen mnogo veći opnasti stražnji par krila, kod polukrilaca je jače hitinizirana samo prednja polovica prednjih krila, šturaka i rovaca prednja su krila mnoga manja od stražnjih, kod resičara krila su znatno reducirane krilne plohe a funkcionalnost leta postižu resastim nastavcima. 
Krila su posve nestala u nametnika: buha, ušiju, stjenica, spiljskih kukaca. Krila su nestala samo ženkama krijesnica, nekih grbica, kod smokvine kovnarice (Blastophaga psenes) su samo mužjaci bez krila. Bez krila su radnici mrava i termita dok su spolni oblici krilati. Nametnička muha, ovčja ušara (Melophaus ovinus) leti okolo dok ne nađe domadara, a kad zasjedne na domadara odbaci krila.